# La mort est contagieuse
La mort est contagieuse (Blood Fever) est le second livre de la série La Jeunesse de James Bond écrite par Charlie Higson. Il est paru en 2006.

## Résumé
La mort est contagieuse commence par un prologue au cours duquel une jeune fille nommée Amy Goodenough, est à bord du yacht de son père au milieu de la Méditerranée lorsqu'elle devient témoin de l'abordage du yacht par une bande de pirates commandés par Zoltan le Magyar. Les hommes de Zoltan fouillent le navire et tuent le père de Amy car il voulait pas se séparer de ses biens inestimables. Quand Amy parvient à se venger de Zoltan en le blessant en lui enfonçant un couteau dans l'épaule, elle est faite prisonnière.
Après l'Opération SilverFin, James Bond est de retour à Eton où il est maintenant membre d'un club secret d'élèves connu sous le nom de Club du danger. Pour les vacances d'été, James a la possibilité d'aller en Sardaigne pour visiter le pays organiser par un professeur, Peter Haight, collègue de Cooper-ffrench. Bond serait également en mesure de rendre visite à son cousin, Victor Delacroix.
Avant de quitter l'Angleterre, Bond apprend de la tragédie qui a eu lieu sur le yacht de son ami Mark Goodenough, le frère d'Amy qui étudie à Eton. Bond perçoit aussi un mystérieux groupe au sein d'Eton dont l'un des adeptes est d'un M sur chaque main (Double M), un autre serait Cooper-ffrench selon Bond. James l'apprendra finalement, que c'est la marque de la Millenaria, une défunte société secrète italienne qui avait eu comme volonté à travers l'Histoire de restaurer l'Empire romain. Des œuvres d'art sont également volées chez les familles des écoliers.
Une fois arrivé en Sardaigne, James et ses camarades commencent une tournée du pays pour en apprendre son Histoire, au cours de laquelle il est empoisonné (même si le lecteur n'est pas au courant à ce moment-là de l'histoire) et presque tué. Pour fuir Cooper-ffrench qui venait de se joindre au voyage et se détendre, Bond s'éloigne de ses camarades de classe pour passer du temps avec son cousin Victor, l'ami et artiste de celui-ci Poliponi, ainsi que Mauro le jeune servant. Pendant son séjour, Victor accueille le comte Ugo Carnifex, un maniaque de la propreté qui est plus tard sera identifié comme le chef de la Millenaria et qui prévoit une nouvelle fois de restaurer la gloire de l'Empire romain. Il prône le culte de Mithra. Carnifex pour financer une telle tâche, ainsi que pour son somptueux palais doublée d'un barrage et d'un aqueduc situé haut dans les montagnes de la Sardaigne, embauche des pirates tels que Zoltan le Magyar pour piller les objets de valeur, mais Carnifex est ne peut pas vraiment se permettre de payer ses « employés ». En outre, lorsque Zoltan arrive à la mine d'argent de Carnifex pour lui livrer des pistolet mitrailleur Thompson, Carnifex déclare propriété sur Amy Goodenough, pour le plus grand mécontentement de Zoltan, qui au cours de ses voyages en Sardaigne avait formé un lien unique et étrange avec Amy et ceux bien que celle-ci le déteste.
Plus tard, Bond est de nouveau réuni avec ses camarades de classe qui sont maintenant dans une ville près du palais de Carnifex, il se battra même à l'intérieur une recréation du Colisée dans un combat de boxe anglaise organisé contre un élève qui lui cherche souvent des noises. Au cours d'une nuit, Bond se faufile dans le palais et trouve la cellule de Amy mais il est incapable de la sauver et informe à la place Peter Haight. Cependant les choses tournent mal quand Haight se révèle être un fidèle serviteur de Carnifex et qu'il avait auparavant tenté d'empoisonner James parce qu'il se posait trop de questions sur la Millenaria. Celui-ci tue également Cooper-ffrench. Carnifex torture James par la suite en l'attachant sur un terrain rempli de moustiques. Bond est ensuite sauvé par la sœur de Mauro (qui s'est fait tuer entre-temps), Vendetta, qui lui a constamment baisers.
Après avoir attendu son payement et supporter Carnifex aussi longtemps qu'il pouvait, Zoltan se retourne contre Carnifex et intervint pour empêcher le massacres, ordonnée par Ugo, des villageois qui cachaient Bond. D'ailleurs, celui-ci s'était un peu lié à Bond.
Zoltan fait sauter le barrage et inonde le palais, Carnifex meure dans l'action. Juste avant, Bond s'était faufilé dans le palais avec l'aide de Vendetta, à sa grande consternation, pour sauver Amy. Vendetta était réticente à laisser aller Bond tout seul à l'attaque. Bond la convint de ne pas suivre et, pour faire bonne mesure, lui donne un baiser. Après la destruction du palais, Bond et Amy sont relâchés par Zoltan et retournent à la villa de Victor Delacroix, mais ils tombent en chemin dans une embuscade de Peter Haight. Bond et Amy sont piégés, cependant le Magyar revient et se fait gravement blessée en tuant Haight pour les protéger. Amy se tient près de lui pour le conforter avant que la mort ne l'emporte.
Amy et Bond arrivent à la villa de Victor. Après s'être baignés nus et avoir amarré le bateau, ils montent ensemble. Cependant, Jana Carnifex, la sœur de Ugo, les attend. Elle met en joue Bond qui s'échappe sautant du rocher lors d'un moment de distraction. En le prenant en chasse, elle glisse et tombe des escaliers jusqu'à un lit d'oursins, où elle meurt finalement. Lorsque Bond et Amy regagnent le rivage, Amy marche soudainement sur un oursin. Bond sait exactement quoi faire.

## Personnages principaux
- James Bond
- Amy Goodenough
- Zoltan le Magyar
- Comte Ugo Carnifex
- Cooper-ffrench
- Peter Haight
- Victor Delecroix
- Tante Charmian
- Vendetta
- Mauro